# Thạch Lỗi
Thạch Lỗi là một xã thuộc huyện Cẩm Giàng, tỉnh Hải Dương, Việt Nam.
Xã Thạch Lỗi có diện tích 4,97 km², dân số năm 1999 là 3.518 người, mật độ dân số đạt 708 người/km².